# Први индокинески рат
Први индокинески рат (познат и као Француско-индокинески рат) је трајао од 1946. до 1954. у југоисточној Азији између Француске и покрета отпора Вијетмин под вођством Хо Ши Мина.

## Позадина
Почетак двадесетог века Вијетнам је дочекао као колонија Републике Француске (такозвана Француска Индокина). Француска је поред свог језика и културе донела и католичку религију, која се касније испоставила као велики проблем. Током четрдесетих година двадесетог века Јапан је заузео Вијетнам, протерао Французе али и завео још већи терор над Вијетнамцима. У том периоду је основан покрет отпора који је предводио Хо Ши Мин, шеф Комунистичке партије Вијетнама. Парадоксално, Вијетконгу су оружје и опрему допремали Американци. Након пораза Јапанске царевине, 2. септембра 1945. Вијетнам је прогласио независност али га је Француска поново окупирала. Новембра 1946, Хо Ши Мин је отишао у Париз на разговоре о француском повлачењу из Вијетнама, али је Француска одбила било какво повлачење, тако да је почео рат.

## Рат
У прво време Вијетмин је вршио саботаже и организовао штрајкове који су онемогућавали нормалан живот окупаторима из Европе. Након победе кинеске револуције 1949. уз подршку коју је пружио Мао Це Дунг, створили су се услови за несметано снабдевање оружјем из земаља социјалистичког света тако да је Вијетмин постао права војска која је 1952. у децембру заузела долину Дијен Бијен Фу, чиме се француска војска у Вијетнаму нашла одсечена од остатка својих трупа у Индокини. Французи су без већих проблема вратили долину у своје руке и изградили тамо базу. Тиме су Французи упали у клопку јер је Вијетмин у децембру 1952. припремио а 13. марта 1954. започео акцију уништавања француске базе. Борбе које су том приликом вођене су познате под именом битка за Дијен Бијен Фу. До 17. марта у бази је погинуло 2.500 Француза. Аеродром у долини потпуно је онеспособљен 28. марта 1954. а 30. марта база је остала без веза са спољашњим светом. 7. маја у 17:30 база Дијен Бијен Фу је пала у руке Вијетмина. Овај пораз је имао снажан утицај на Французе, који су се на крају повукли из Индокине.

## Независност Вијетнама
У таквим условима омогућено је и потпуно осамостаљење па је Хо Ши Мин 11. октобра 1954. године у Ханоју прогласио Демократску Републику Вијетнам а на југу је исте године проглашена Република Вијетнам. Ово је довело до грађанског рата у који су се опет умешали спољни фактори што је довело до присилне деобе земље. 8. маја 1957. договором између САД, Уједињеног Краљевства, Француске и Совјетског Савеза Вијетнам је подељен 17. паралелом на Северни и Јужни Вијетнам. Председник Јужног Вијетнама се исте године сусрео са америчким председником Двајтом Ајзенхауером тражећи заштиту и гаранције САД да ће режим у Сајгону опстати.